# Tecla-Haus

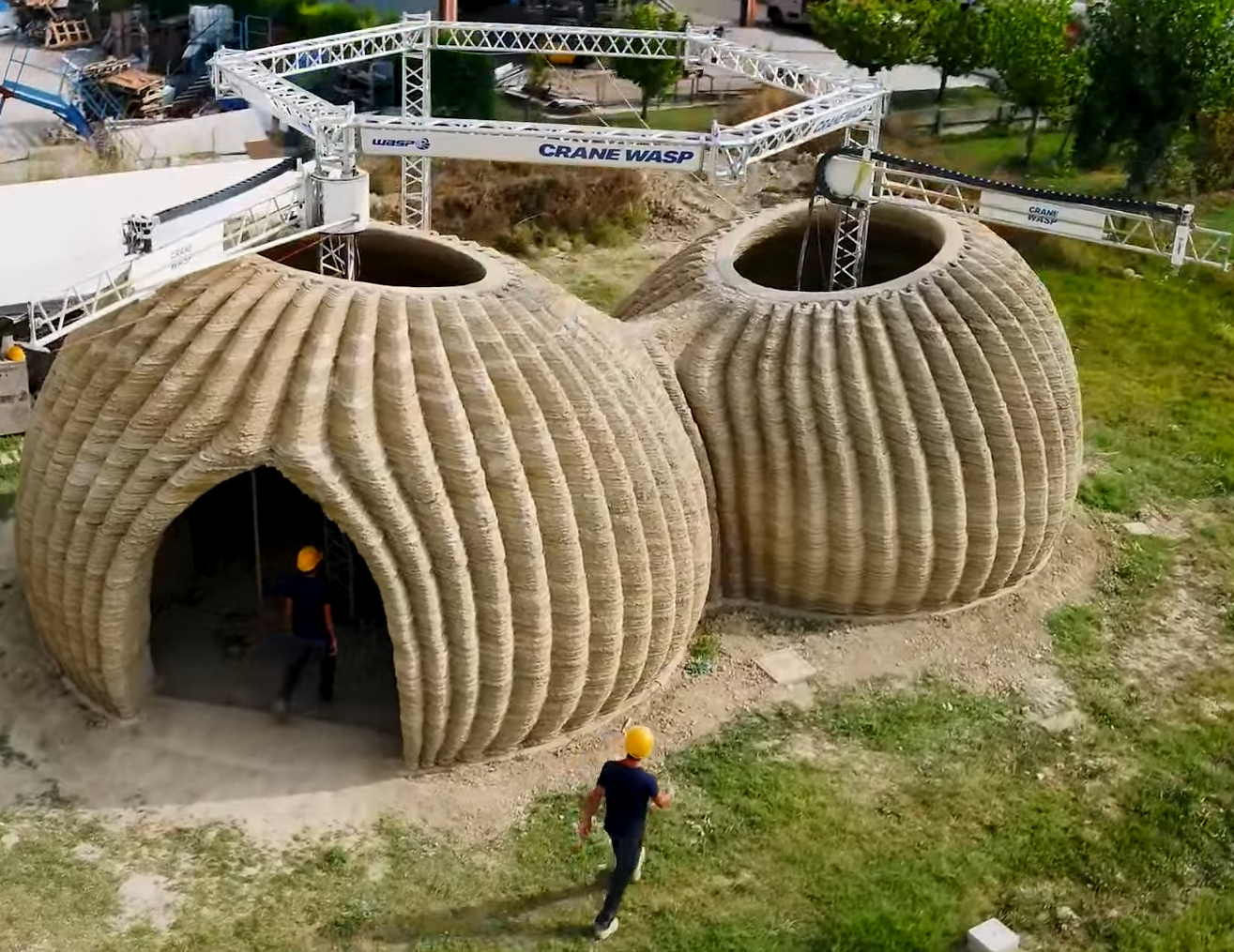
Das Tecla-Haus zum Stand 2021

Das Tecla-Haus ist ein Prototyp eines 3D-gedruckten Öko-Wohnhauses aus Ton. Das erste Modell wurde vom italienischen Architekturbüro Mario Cucinella Architects (MCA) entworfen und von den italienischen 3D-Druck-Spezialisten WASP bis April 2021 konstruiert und gebaut. Es ist das weltweit erste Haus, das komplett aus einer Mischung aus hauptsächlich lokaler Erde und Wasser 3D-gedruckt wurde.  Sein Name ist ein Portmanteau aus Technologie und englisch clay für „Ton“ und der eines von Italo Calvinos Unsichtbaren Städten, dessen Bau nie aufhört.

## Geschichte
Das Projekt wurde Berichten zufolge zuerst von WASP-Gründer Massimo Moretti und, über die Forschung des von Cucinella gegründeten Ausbildungszentrums School of Sustainability (SOS), MCA-Gründer Mario Cucinella konzipiert. Der für den Bau verwendete 3D-Drucker Crane WASP wurde ebenfalls für das ähnliche Gebäude „GAIA“ – das erste 3D-gedruckte Gebäude aus Erde – verwendet. Es wurde 2018 fertiggestellt, etwa 7 Jahre nach der Gründung von WASP im Jahr 2012, wobei der Drucker zu diesem Zeitpunkt nur über einen Druckerarm verfügte. Der Druck begann im September 2019. Tecla ist eine Lösung für Probleme wie die Klimakrise, durch die Anwendung sowohl alter Materialien und Techniken als auch neuartiger Technologien.

## Technologie und Aufbau

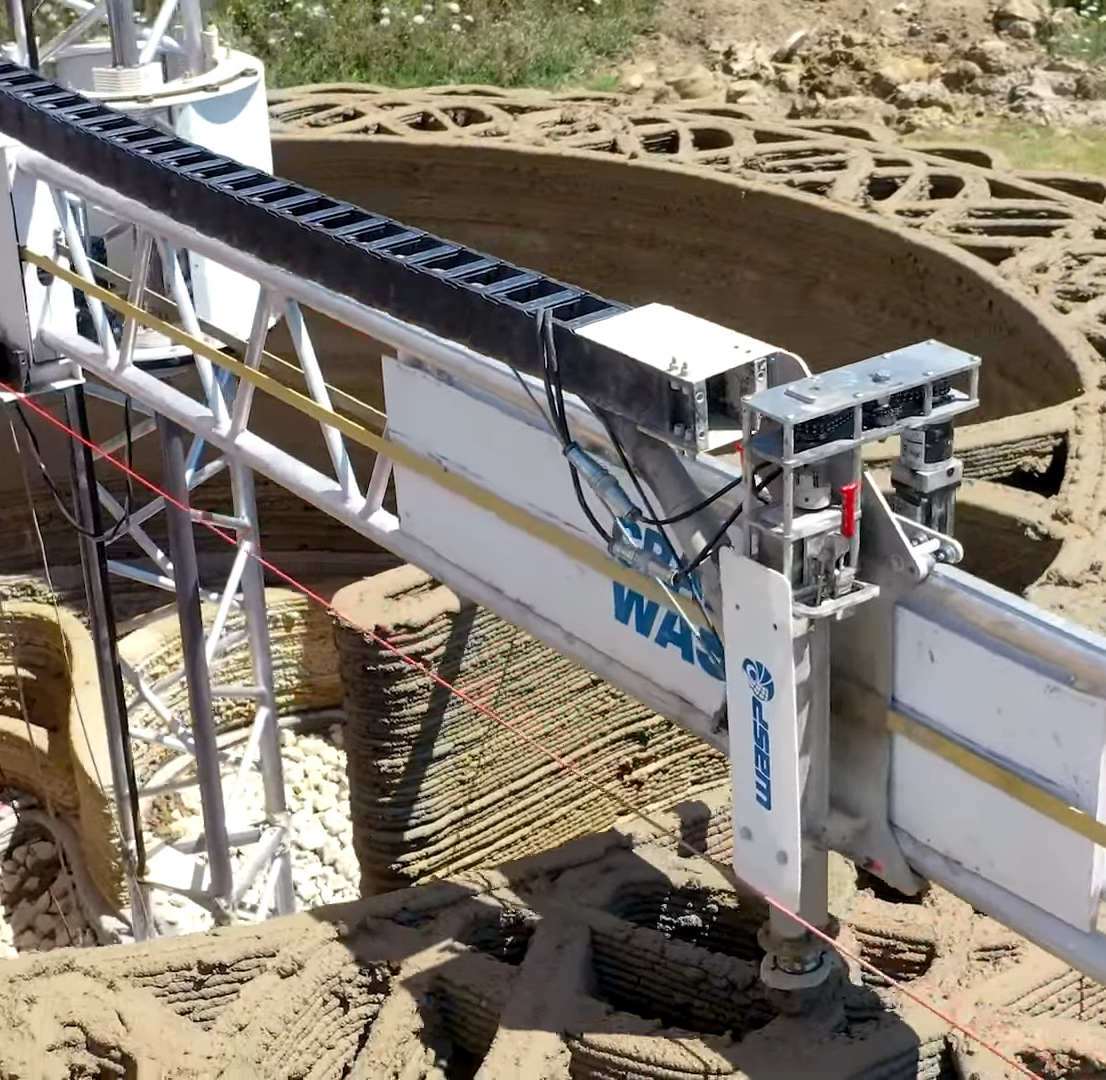
Ein Arm des Druckers

Für das Gebäude wurde die 3D-Drucktechnologie Crane WASP von WASP eingesetzt. Er ist der erste 3D-Drucker, der aus roher Erde drucken kann und modular und mehrstufig aufgebaut ist. Er besteht aus Software, einer, zum Stand 2021, stationären Vorrichtung und zwei synchronisierten Druckerarmen, die gleichzeitig eine Fläche von je bis zu 50 m³ drucken können.
Das Material besteht aus lokaler (0 km) Erde, die mit Wasser, Fasern aus Reishülsen und einem Bindemittel vermischt wurde. Das Füllmaterial zur Wärmedämmung besteht aus Reishülsen und Reisstroh aus Abfällen des Reisanbaus. Die Zusammensetzung der Mischung und die Befüllung der Wände können je nach lokalem Klima optimiert werden. Eine frühe Phase des Baus ist die Aushub- und Mischphase, in der ein Bagger die lokale Erde aushebt, diese analysiert wird und entsprechend mit Wasser und Zusatzstoffen vermischt wird.
Das Haus besteht aus zwei, bis zu 4,2 m hohen, Modulen, hat eine Fläche von ca. 60 m³ und kann innerhalb von 200 Stunden gedruckt werden. Es verwendet 7000 G-Code-Maschinencodes, ~1200 kWh, 350 12-mm-Schichten und 150 km Extrusion aus den Druckerarmen. Wie bei jedem 3D-gedruckten Produkt kann auch das Design zwecks Verbesserungen und Anpassung für verschiedene Zwecke und Umgebungen verändert werden.
Die Gebäude sind kuppelförmig, haben eine große Glastür und sind mit Deckenfenstern versehen. Zum Stand 2021 hat der einzige Prototyp keine Fenster in und keine Farbe an den Wänden.
Es wurde in Zusammenarbeit mit einer Reihe von italienischen Unternehmen und Massa Lombarda als institutionellem Partner gebaut.

## Einsatzmöglichkeiten und Probleme

Zeitraffer des Drucks

Die Verwendung lokaler natürlicher Materialien reduziert Abfall und Treibhausgasemissionen.
Daten und Prognosen deuten auf eine zunehmende Relevanz von Gebäuden hin, die sowohl kostengünstig als auch nachhaltig sind. Beispielsweise schlussfolgert ein Bericht aus dem Jahr 2020, dass das Bauwesen für ~38 % aller energiebedingten Kohlendioxid-Emissionen verantwortlich ist. Laut Prognosen werden sich Migrationskrisen in Zukunft – teilweise aufgrund der globalen Erwärmung – intensivieren. Die UN schätzt, dass bis 2030 ~3 Milliarden Menschen oder ~40 % der Weltbevölkerung Zugang zu zugänglichem, erschwinglichem Wohnraum benötigen werden.
Gebäude wie der Tecla-Prototyp könnten sehr billig, gut isoliert, klimaanpassungsfähig, stabil und wetterfest sein. Zudem können die Häuser  mit nur relativ wenig leicht erlernbarer Handarbeit, und schnell produziert werden, wobei sie weniger Energie benötigen. Sie können den hohen Kohlenstoffausstoß der Beton-Nutzung verringern, Obdachlosigkeit reduzieren, dabei helfen, intentionale Gemeinschaften wie autonome Öko-Gemeinschaften zu ermöglichen, und die Bereitstellung von Wohnraum für Opfer von Naturkatastrophen sowie – durch Wissens- und Technologietransfer an Einheimische – für vermeintliche Auswanderer nach Europa in der Nähe ihrer Heimat, statt wie bisher in fernen Ländern, ermöglichen. In der FAZ wurde das Tecla-Haus als „Prototyp einer behaglichen Zwei-Raum-Urhütte“ bezeichnet, „aus der ein ganzes Ökodorf erwachsen könnte“ – es sehe aus „wie zwei aneinandergewachsene Kugelkakteen, nur ohne Stacheln“.
Der Prototyp befindet sich in der strukturellen und thermischen Leistungsprüfung.
Die für den Bau benötigten Maschinen nehmen beim Versand so viel Platz ein wie ein Container. Das Tecla-Haus wird nicht in Massenproduktion hergestellt und ist nicht preisgünstig genug, dass einzelne einfache Bürger es sich leisten könnten. Zu den Nachteilen des Druckens mit Tongemischen gehören Höhenbegrenzungen oder horizontaler Platzbedarf, Latenzzeiten, da das Gemisch bei den derzeitigen Verfahren wochenlang trocknen muss, und andere Probleme, die mit der Neuartigkeit des Produkts zusammenhängen – wie z. B. der Anschluss an Rohrsysteme. Während sie wahrscheinlich nicht für Lösungen von Überbevölkerungskrisen, etwa in China, relevant sind, könnten ihre frühen Implementierungen gesellschaftliche Innovationen durch autarke Gemeinschaften und Entlastung bezüglich Vertriebener und Migranten durch die Nutzung durch Bürger in afrikanischen und nahöstlichen Ländern ermöglichen.